# Fissidens rubiginosus
Fissidens rubiginosus là một loài Rêu trong họ Fissidentaceae. Loài này được (Hampe) Paris mô tả khoa học đầu tiên năm 1896.